# 富士電機E&C
富士電機E&C株式会社（ふじでんきイーアンドシー、英: FUJI ELECTRIC ENGINEERING & CONSTRUCTION CO.LTD.）は、上下水道・道路・電気鉄道などの社会インフラや、産業・エネルギープラント、産業建築と建築設備の設計・施工を手掛ける大手総合設備企業。古河グループ富士電機の100%子会社。

## 概要
富士電機子会社の総合設備会社として、プラントから通信設備に至るまで広範囲に設備工事を請け負う会社で、神奈川県川崎市に本社を置いている。
1923年創業、1944年に富士電機グループ入り。
1996年に株式上場、親子上場となる。
2009年には同じ富士電機傘下で同じ古河グループの富士通も出資していた富士電機総設および同じ古河グループ古河電工子会社の古河総合設備と合併して、古河グループ3社が主要株主の「富士古河E&C株式会社」として、再スタートを切る。
2025年に上場廃止、富士電機の完全子会社に戻り、2005年から合併までの4年間名乗っていた「富士電機E&C株式会社」の商号に戻す。

## 主力製品・事業
- 水処理・環境分野
  - 浄水場・下水処理場・ゴミ処理施設・電気鉄道・道路
- 産業プラント分野
  - 鉄鋼・石油化学・製紙・食品プラント、FA・メカトロニクス関連
- エネルギー分野
  - 発電所（水力・火力・原子力・地熱）、新エネルギー（太陽光発電・燃料電池等）、コジェネレーションシステム
- 建築・建築付帯分野
  - オフィスビル・工場・マンション等の建築、電気設備、空調、給排水

## 主要事業所
- 本社 - 神奈川県川崎市幸区堀川町580番地 ソリッドスクエア西館

## 沿革
- 1923年（大正12年）10月1日 - 東京府東京市麹町区（当時）にて合資会社高千穂商会として創立。
- 1944年（昭和19年）12月 - 富士電機グループに入る。
- 1950年（昭和25年）4月 - 富士電気工事株式会社に商号変更。
- 1954年（昭和29年）5月 - 本社事務所を東京都港区に移転。
- 1961年（昭和36年）4月 - 富士電機工事株式会社（気→機）に商号変更。
- 1963年（昭和38年）7月 - 本社事務所を横浜市鶴見区平安町一丁目に移転。
- 1969年（昭和44年）12月 - タイ王国に現地法人「FUJIDENKI ENGINEERING CO.,LTD.（現・FUJI ELECTRIC E&C (THAILAND) CO., LTD.）」を設立。
- 1978年（昭和53年）3月 - 英国ファーマナイト・インターナショナル社との合弁により富士ファーマナイト株式会社を設立。
- 1991年（平成3年）11月 - 子会社としてエフテックス株式会社を設立。
- 1996年（平成8年）2月23日 - 東京証券取引所市場第二部上場
- 1997年（平成9年）8月 - ベトナムに現地法人「VINA-FUJI ENGINEERING CO.,LTD.（現・FUJI ELECTRIC E&C (VIETNAM) CO., LTD.）」を設立。
- 1998年（平成10年）2月 - フィリピンに現地法人「FUJI-HAYA INTERNATIONAL CORPORATION」を設立。
- 1999年（平成11年）3月 - ISO 9001の認証を取得。
- 2004年（平成16年）12月 - ISO 14001の認証を取得。
- 2005年（平成27年）
  - 2月28日 - 本社事務所を現在地（ソリッドスクエア）に移転。
  - 7月1日 - 富士電機E&C株式会社に商号変更。
- 2006年（平成18年）4月 - 台湾に現地法人「富士電機工程股份有限公司」を設立（2012年7月解散）。
- 2009年（平成21年）10月1日 - 富士電機E&Cを存続会社として、富士電機総設及び古河総合設備と合併し、富士古河E&C株式会社に商号変更。[2]。
- 2010年（平成22年）10月1日 - マレーシアに現地法人「FUJI FURUKAWA E&C (MALAYSIA) SDN.BHD.」を設立。
- 2011年（平成23年）7月1日 - カンボジアに現地法人「FUJI FURUKAWA E&C (CAMBODIA) CO.LTD.（現・FUJI ELECTRIC E&C (CAMBODIA) CO. LTD.）」を設立。
- 2012年（平成24年）9月 - ミャンマーに現地法人「FUJI FURUKAWA E&C (MYANMAR) CO.,LTD.（現・FUJI ELECTRIC E&C (MYANMAR) CO., LTD.）」を設立。
- 2013年（平成25年）
  - 2月 - インドに現地法人「FUJI FURUKAWA ENGINEERING & CONSTRUCTION CO (INDIA) PRIVATE LIMITED」を設立。
  - 9月 - インドネシアに現地法人「PT. FUJI FURUKAWA E&C INDONESIA」を設立。
- 2014年（平成26年）9月 - 富士古河コスモスエナジー合同会社を設立。
- 2023年（令和5年）創立100周年。連結売上1,000億を達成。
- 2025年（令和7年）
  - 1月30日 - 東京証券取引所スタンダード市場上場廃止。
  - 2月3日 - 株式交換により富士電機の完全子会社となり[1]、富士電機E&C株式会社に再度商号変更[3]。

## 関連会社

### 国内グループ企業
- 株式会社エフトリア（神奈川県川崎市川崎区）
- 北辰電設株式会社（栃木県さくら市）
- 株式会社町田電機商会（長野県長野市）
- 富士ファーマナイト株式会社（神奈川県川崎市中原区） - 配管漏洩補修の請負
- 富士電機コスモスエナジー合同会社（富士電機E&C本社内） - 再生可能エネルギーによる発電・売電

### 海外グループ企業
- FUJI ELECTRIC E&C (VIETNAM) CO., LTD.（ベトナム・ハノイ）
- FUJI ELECTRIC E&C (THAILAND) CO., LTD.（タイ・バンコク）
- FUJI ELECTRIC E&C (CAMBODIA) CO. LTD.（カンボジア・プノンペン）
- FUJI ELECTRIC E&C (MYANMAR) CO., LTD.（ミャンマー・ヤンゴン）
- FFJMP Sdn. Bhd.（マレーシア）